# Eldgumpad tangara
Eldgumpad tangara (Ramphocelus flammigerus) är en fågel i familjen tangaror inom ordningen tättingar.

## Utbredning och systematik
Eldgumpad tangara delas vanligen in i två underarter, med följande utbredning:
- Ramphocelus flammigerus flammigerus – västra Colombia (mellersta Caucadalen söderut till Nariño)
- Ramphocelus flammigerus icteronotus – fuktiga låglänta områden från Panama till västra Colombia och västra Ecuador

## Status och hot
Arten har ett stort utbredningsområde och tros öka i antal. Internationella naturvårdsunionen IUCN listar den därför som livskraftig (LC).